# Chionaema miles
Chionaema miles är en fjärilsart som beskrevs av Butler 1887. Chionaema miles ingår i släktet Chionaema och familjen björnspinnare. Inga underarter finns listade i Catalogue of Life.